# Nathue
En nathue er en speciel type hat, der er beregnet til brug om natten.
Dens hovedfunktion er at holde hovedet varmt. Det kan også forebygge pletter på lagner og lignende og beskytte håret mod skadedyr. Før i tiden var man vant til altid at have noget på hovedet, ude og inde. Selv i middelalderens badeanstalter kunne mænd bære hatte, selvom de var nøgne. I det 17. og 18. århundrede blev parykker moderigtigt. Da parykken blev fjernet, blev nathuen taget på i stedet.
En nathue kan have bånd til at binde under hagen. Nathuer til damer kan have blondeapplikationer.
Navnet på 1700-tallets politiske svenske frihedsparti Hattene var oprindeligt et øgenavn. Det blev givet i 1737 til Arvid Horns tilhængere, som "gik med hovedet i nathuen".